# 악마의 문 동굴

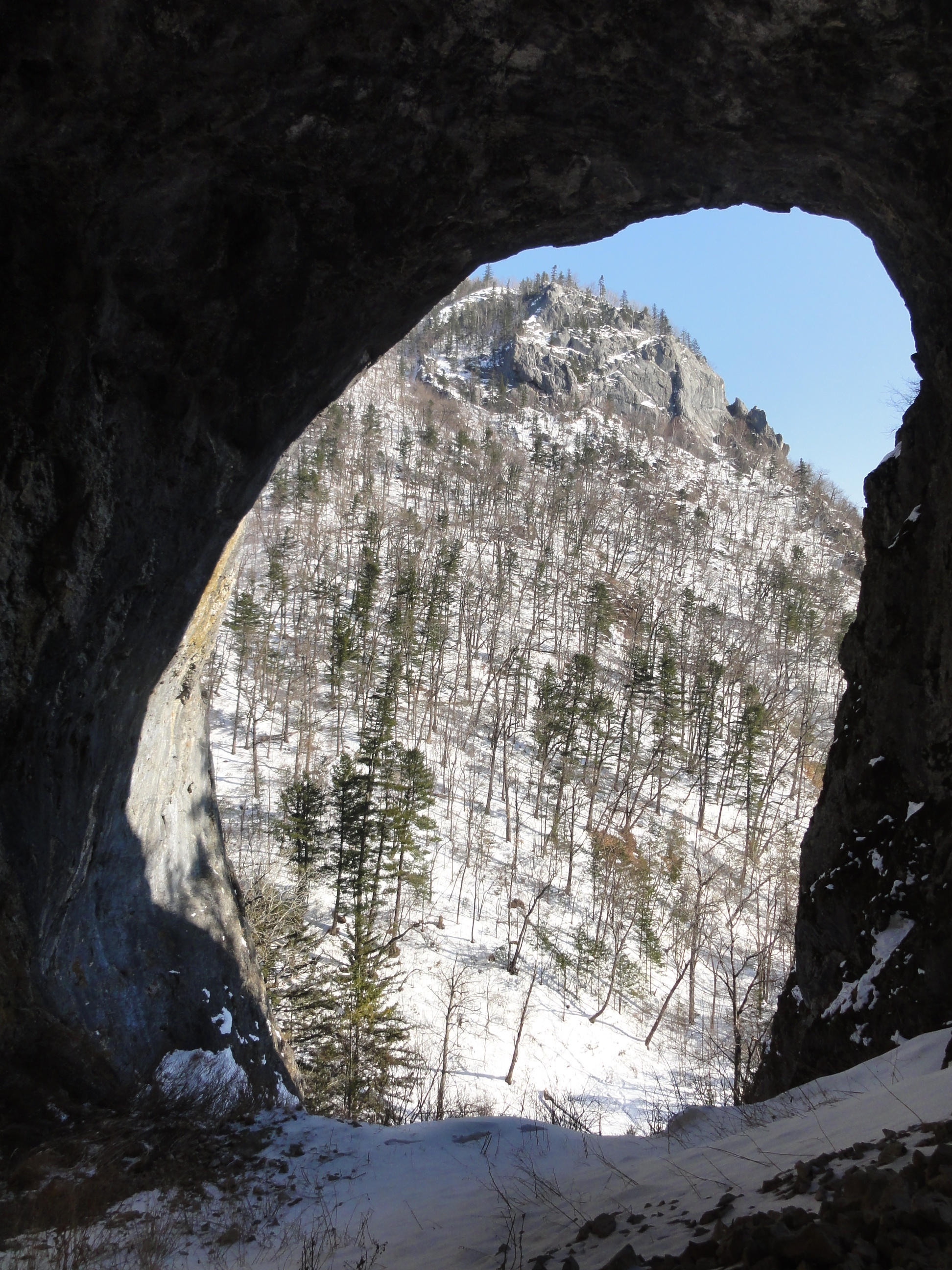
악마의 문 동굴

악마의 문 동굴(영어: Devil's Gate Cave, 러시아어: Пещера Чертовы Ворота Chertovy Vorota[*])은 러시아 프리모르스키 지방의 달네고르스크에서 12km 떨어진 시호테알린산맥의 한 동굴이다. 석회암 절벽 위에 있는 카르스트형 동굴이며 크리바야(Krivaya) 강이 아래를 지난다. 중요한 신석기 시대 유적의 발견지로 잘 알려져 있다.

## 유물
1973년 첫 고고학 탐사가 이루어졌으며 이미 여러 차례 훼손된 이후였다. 약 600점의 석기, 뼈, 조개껍데기 유물과 700개의 도자기 파편, 700개 이상의 동물 뼈가 발견되었다. 두께 0.6cm, 직경 5.2cm의 녹갈색 옥벽 하나도 발견되었다.
동위 원소 분석에 따르면 이곳에 살던 사람들은 육지와 물 양쪽으로부터 영양 공급원을 얻었을 것이다. 즉 음식을 얻기 위해 육상에서는 포유류를 사냥하거나 채집하는 한편 강에서도 연어 따위를 잡았을 것이다.
불에 타서 무너진 목재 구조물 잔해에서 탄화된 줄, 그물, 직물 등의 조각이 발견되었다. 연대는 9400-8400 BP로 결정되었으며 이는 동아시아에서 발견된 가장 오래된 직물의 흔적이다. 실을 뽑는 가락바퀴는 발견되지 않았으며, 학자들은 손으로 직접 짰거나 혹은 추 달린 날실 베틀(warp-weighted loom)을 썼을 가능성을 추측한다.

## 유해
악마의 문 유적에서는 사람 7명의 유해가 발견되었다. DevilsGate1, DevilsGate2로 이름붙여진 두 유해의 두개골은 기원전 5726-5622년으로 연대 측정되었다.
7명 중 6명의 유골의 유전자 분석이 마쳐졌다. 원래 유골의 골격 형태에 근거하여 표본 중 3개는 성인 남성, 2개는 성인 여성, 1개는 12-13세 정도의 준성인, 1개는 6-7세 정도의 어린이로 생각되었다. (이 중 준성인 개체에 대한 유전자 분석 결과는 아직 출판되지 않음) 그러나 형태학적 분석에 따라 성인 남성으로 추정되던 NEO236(Skull B, DevilsGate2)과 NEO235(Skull G) 두 표본은 유전자 분석을 통해 사실 여성이었음이 밝혀졌다. 어린이 유해도 유전자 분석을 통해 여성으로 판명되었다. 표본 중 3개(유일한 성인 남성 표본 + NEO235/Skull G + 유전적으로 NEO235/Skull G의 1차 친척으로 확인된 NEO240/Skull E)는 mtDNA 하플로그룹 D4m으로 판명되었다. 다른 3개의 표본(여자 어린이 + DevilsGate2 유해 + 또다른 성인 여성)도 mtDNA 하플로그룹 D4로 확인되었다. (이 중 여자 어린이와 DevilsGate2는 서로 2차 친척 관계이면서 둘 다 바로 그 또다른 성인 여성의 1차 친척으로 확인됨) 동굴에서 유일하게 유전자 분석을 통해 남성으로 확인된 표본은 Y-DNA 하플로그룹 C2b-F6273/Y6704/Y6708로 확인되었다. 이는 하플로그룹 C2의 북쪽 분파에 해당한다.
고고유전학에서 이들의 특징적인 유전적 계통을 가리키는 고대 동북아시아인(ANA) 또는 "아무르 혈통"이라는 용어가 제시되어 있다. 이 혈통은 이후 판석묘 문화 등 고대 몽골의 인구 형성에 기여한 것으로 보인다.